# The Murmaids
The Murmaids was een Amerikaanse one-hit wonder r&b-meidengroep uit de jaren 1960, samengesteld uit de zusters Carol en Terry Fischer (1 april 1946 - 28 maart 2017) en Sally Gordon uit North Hollywood, Californië, die in januari 1964 nummer 3 bereikte in de Amerikaanse Billboard Hot 100 met Popsicles and Icicles.

## Bezetting
- Carol Fischer
- Terry Fischer
- Sally Gordon

Carol en Terry Fischer waren de dochters van de muzikale directeur van Frankie Laine.

## Carrière
De Fischer-zussen waren in 1963 15 en 17 jaar oud. Sally Gordon, ook 17, was een medestudent van Terry Fischer op de Grant High School, waar ze in het koor zongen. De vader van de Fischers was Carl Fischer, componist van standards als You've Changed en We'll Be Together Again van Billie Holiday, gezongen door Frankie Laine. Carl Fischer was ook 10 jaar lang muzikaal leider en arrangeur van Laine. Hun moeder Terry sr. zong met de bigbands van die tijd en werd uiteindelijk de eerste zangeres bij het Stan Kenton Orchestra. Hun grootmoeder en haar drie zussen speelden in het vaudeville-circuit als The Locus Sisters. Sally's vader Leonard Gordon was assistent-muziekbibliothecaris bij Paramount Pictures.
Carol en Terry Fischer maakten hun eerste opnamen zingend op demo's, geproduceerd door Mike Post. Post, een schoolvriend van Terry Fischer, liet af en toe de Fischer-zussen de back-upvocalen zingen tijdens sessies in de Gold Star Studios. Sally Gordon werd ingehuurd om met de zussen te zingen op een demo-plaat voor producent Kim Fowley. Hij presenteerde de groep aan Ruth Conte, die ze contracteerde bij haar bedrijf Chattahoochee Records.

### Popsicles and Icicles
Aangekondigd als The Murmaids, namen de Fischer-zusters en Sally Gordon slechts het ene nummer Popsicles and Icicles op voor Fowley (geschreven door David Gates, de toekomstige oprichter en frontman van de band Bread). Een andere band nam de vier andere nummers Blue Dress, Bunny Stomp, Comedy and Tragedy en Huntington Flats op, die elk dienden als B-kant voor een van de persingen van Popsicles and Icicles. Volgens zanger Terry Fischer voltooiden The Murmaids de nummers voor een albumpublicatie, een paar weken nadat de single was opgenomen. De vocale arrangementen voor The Murmaids-sessies waren van Skip Battin. Volgens Sally Gordon is het album opgenomen tijdens een schoolvakantie nadat Popsicles and Icicles een hit werd, vele maanden nadat het was opgenomen bij Gold Star Records. De technicus was Stan Ross.
Popsicles and Icicles kreeg airplay in San Francisco en vervolgens in Los Angeles in oktober 1963, brak nationaal door in november en bereikte zijn hoogtepunt op nummer 3 in de Billboard en Cashbox-hitlijsten van 11 januari 1964. Het nummer verbleef ook drie weken op nummer twee in de Middle-Road Singles (nu Adult Contemporary genoemd)-hitlijst. De Music Vendor-hitlijst rangschikte Popsicles and Icicles op nummer 1 voor de week van 18 januari. De volgende nummer 1 van Music Vendor was I Want to Hold Your Hand van The Beatles en Popsicles and Icicles wordt soms genoemd als de laatste nummer 1 van het pre-British Invasion rock-'n-roll-genre.
The Murmaids hadden één televisieoptreden in de Lloyd Thaxton-show in 1964. De groep ging uit elkaar, wat het uitbrengen van het album vertraagde. Chattahoochee Records formeerde de groep opnieuw samen met Sally Gordon en twee andere zussen in de vroege jaren 1970. Met producent Kim Fowley namen ze twee singles op, waarvan er een Paper Sun heette, waarbij Sally Gordon het vocale arrangement voor haar rekening nam.
In het Verenigd Koninkrijk werd Popsicles and Icicles uitgebracht bij Stateside Records, met Comedy and Tragedy als de B-kant. Het lied plaatste zich echter niet in de hitlijst. Popsicles and Icicles leverde The Murmaids een hit op in Australië via een publicatie van W&G Records (ondersteund door Comedy and Tragedy), die in februari 1964 nummer 12 bereikte.
Popsicles and Icicles stond op nummer 31 in de Top 100 Chart Hits van Cashbox in 1964.

### Nasleep
Chattahoochee bracht nog de twee singles Heartbreak Ahead en Wild and Wonderful uit van het album The Murmaids en gebruikte vervolgens de naam Murmaids voor ten minste twee singles, die geen van de drie popsicles and Icicles-zangers bevatten. De vocalisten op deze Murmaids-singles van de laatste tijd zijn geïdentificeerd als Cathy Brasher - een solo-act op de Chattahoochee-selectie - en Yvonne Young. Fowley zei dat The Murmaids samen met Jackie DeShannon de Chattahoochee-act The Lady-Bugs vormden, wiens cover van How Do You Do It? van Gerry & the Pacemakers verloor van de Amerikaanse heruitgave van het origineel in de zomer van 1964. Fischer maakt echter geen melding van enige betrokkenheid van een van de oorspronkelijke Murmaids bij die opname.
In 1968 gebruikte Liberty Records de naam Murmaids voor het uitbrengen van een enkele versie van het Traffic-nummer Paper Sun. De zangeres van Paper Sun was Sally Gordon. Dat was de laatste single van The Murmaids.

## Latere geschiedenis van Carol en Terry Fischer en Sally Gordon
Sally Gordon vertrok in september 1963 naar het Lewis & Clark College in Portland, voordat Popsicles and Icicles een hit werd. Nadat het nummer de hitparade had bereikt, ging Terry Fischer naar de universiteit, terwijl Carol Fischer doorging met de middelbare school.
In 1969 nam Terry Fischer op als lid van The Carnival, wiens naamloze album werd geproduceerd bij Liberty Records door Bones Howe. Bij The Carnival speelden ook Janis Hansen en Jose Suares, beide voormalige leden van Sérgio Mendes en Brasil '66. Vervolgens had Terry Fischer een vruchtbare carrière als achtergrondzangeres met televisieoptredens in de Kraft Music Hall, The Merv Griffin Show, de Jerry Lewis Telethon en The Tonight Show met Johnny Carson in de hoofdrol en livewerk met Steve Lawrence en Eydie Gormé, Don Rickles, Sonny & Cher en Tina Turner. Terry Fischers carrière-hoogtepunt kwam in 1977: terwijl ze werkte als percussioniste en zangeres ter ondersteuning van Fabian in Lake Tahoe, werd ze opgemerkt door saxofonist Sam Butera en uitgenodigd om te zingen met Sam Butera & the Witnesses tijdens hun optreden bij de opening van de Ol' Blue Eyes is Back Tour van Frank Sinatra.
Carol Fischer trouwde met John Morell, een productieve sessiegitarist. Het echtpaar heeft twee zonen die beide muzikanten zijn.
Sally Gordon trouwde met Daniel Mark, studiomuzikant en bassist van Vikki Carr en kreeg een zoon, de met een Emmy bekroonde filmeditor Tony Mark. Ze werkte als studiozangeres tot 1976, toen ze ging werken voor Warner Brothers Records, daarna voor Francis Coppola en uiteindelijk was ze van 1981 tot 1987 hoofd promoties en public relations bij Lucasfilm. Daarna verhuisde ze naar Parijs, waar ze een historisch onderzoeker en vertaler, evenals een zanger en pianoleraar was. Ze verhuisde later naar Italië om te werken aan de biografie van filmproducent Robert Watts.
In 1995 bracht Collectables Records een Golden Classics geremasterde cd van Popsicles and Icicles uit met het oorspronkelijke trio.
In 1998 hervormden de Fischer-zussen The Murmaids met een derde zangeres, Cynthia Perry (vervangen door Petra Rowell en vervolgens vervangen door Suzi Robertson), die met de nieuwe act debuteerde tijdens een Legends of Rock 'n Roll-show in Los Angeles in oktober van dat jaar. Vervolgens brachten ze de cd The Murmaids Splash Back uit.
Terry Fischer overleed op 28 maart 2017 op 70-jarige leeftijd aan de ziekte van Parkinson.

## Discografie

### Singles
- 1963 Popsicles and Icicles
- 1964 Heartbreak Ahead
- 1964 Wild And Wonderful
- 1965 Stuffed Animals
- 1966 Go Away
- 1968 Paper Sun

### Albums
- 1980 The Murmaids Resurface
- 1995 Popsicles and Icicles
- 2002 Murmaids Splash Back!